# Шерин, Александр Николаевич
Александр Николаевич Шерин (род. 21 июня 1977, Белая Глина, Белоглинский район, Краснодарский край, РСФСР, СССР) — российский военный, государственный и политический деятель.
Депутат Государственной думы Федерального собрания Российской Федерации VI и VII созывов (2014—2021); депутат Рязанской областной думы IV и V созывов (2005—2014).

## Биография

### Молодые годы и военная служба
Родился 21 июня 1977 года в селе Белая Глина Белоглинского района Краснодарского края. По окончании Белоглинского профессионального училища по специальности «фермер с правом реализации собственно произведённой продукции; тракторист-машинист широкого профиля» работал механизатором в колхозе.
В 2000 году окончил Рязанский институт воздушно-десантных войск имени генерала армии В. Ф. Маргелова, где и продолжил службу в качестве командира взвода курсантов. В апреле-октябре 2002 года в качестве командира парашютно-десантного взвода находился в служебной командировке в Чечне, где получил ранение. Имеет звание подполковник .

### Политическая карьера
В 1999 году вступил в ЛДПР, а в 2000 году назначен координатором Рязанского регионального отделения партии. В 2003 году стал помощником депутата Государственной думы. В 2004 году окончил Академию права и управления Министерства юстиции РФ по специальности «юриспруденция».
20 марта 2005 года избран депутатом Рязанской областной думы IV созыва по списку ЛДПР по единому избирательному округу. Был членом постоянного комитета по промышленной политике и экономической безопасности, по социальной политике. 2 декабря 2007 года баллотировался в Государственную думу V созыва по списку ЛДПР как второй номер в региональной группе № 13 от Владимирской и Рязанской областей, однако после распределения мандатов в депутаты не прошёл. 14 марта 2010 года переизбран депутатом Рязанской областной думы V созыва по списку ЛДПР как второй номер в общей части списка. Был руководителем фракции ЛДПР в облдуме, членом комитетов по экономической политике, промышленности и предпринимательству, по социальной и демографической политике.
4 декабря 2011 года вновь баллотировался в Государственную думу VI созыва по списку ЛДПР как первый номер в региональной группе № 63 от Рязанской области, но после распределения мандатов в депутаты не прошёл. 14 октября 2012 года принял участие в выборах губернатора Рязанской области, набрав 9,01 % голосов и заняв третье место после действующего губернатора Олега Ковалёва (Единая Россия, 64,43 %) и депутата Госдумы Владимира Федоткина (КПРФ, 21,92 %).
15 октября 2014 года получил вакантный мандат депутата Государственной думы VI созыва Александра Балберова, перешедшего в Тульскую областную думу, а 29 октября сложил полномочия депутата Рязанской облдумы. Как член фракции ЛДПР был членом счётной комиссии, первым заместителем председателя комитета по физической культуре, спорту и делам молодёжи. 13 сентября 2015 года переизбрался депутатом Рязанской облдумы VI созыва от ЛДПР, но отказался от мандата. 18 сентября 2016 года избран депутатом Государственной думы VII созыва по списку ЛДПР как первый номер в региональной группе № 106 от Рязанской и Тамбовской областей. 5 октября того же года, на первом пленарном заседании Государственной думы VII созыва, назначен первым заместителем председателя комитета Госдумы по обороне. Также являлся членом комиссии по рассмотрению расходов федерального бюджета, направленных на обеспечение национальной обороны, национальной безопасности и правоохранительной деятельности.
10 сентября 2017 года принял участие в выборах губернатора Рязанской области, набрав 8,44 % голосов и заняв второе место после Николая Любимова (Единая Россия, 80,16 %), заменившего ушедшего в отставку Ковалёва.
На выборах в Государственную думу в 2021 году шёл по одномандатному избирательному округу № 157 (Рязанская область). Выборы проиграл и не был избран депутатом.
Участник политических ток-шоу на российских федеральных телевизионных каналах. С 2021 года фигурирует как политолог.
В мае 2022 года выдвинул свою кандидатуру на пост председателя ЛДПР, но не получил поддержки товарищей по партии. Против его выдвижения проголосовали 86 из 87 делегатов партийного съезда. После этого Шерина исключили из партии.
С 2023 член партии Справедливая Россия

### Резонансные высказывания
18 сентября 2018 года, после крушения российского военного самолёта Ил-20 близ Хмеймима в результате случайного удара сирийских ПВО российскими же ракетами С-200 во время отражения атаки израильских F-16 по территории Сирии, Шерин как зампред комитета Госдумы по обороне выступил с рядом воинственных заявлений в адрес Израиля, включившись, по мнению обозревателей, в возрождение советской идеологемы о преступлениях «израильской военщины». Так, в эфире радиостанции «Говорит Москва» он предложил нанести удар по территории Израиля:
Я призываю системы „Бастион“, С-400, „Искандер“ показать, как они реально работают. Вот у нас полигон „Восток-2018“, вот то же самое надо сделать с той площадкой, с которой взлетают самолёты — вот и всё. Вина лежит на всех тех, кто нагнетает обстановку вокруг  Сирии, которые берут на себя единоличное право принимать решение поднять в воздух самолёты, наносить удары по территории Сирии, которые дестабилизируют ситуацию. Мы не можем разобраться и понять, куда нам сосредотачивать свои усилия, где отслеживать. То есть, такое ощущение, что Америка, Германия, Франция, а особенно Израиль работают в интересах боевиков ИГИЛ.

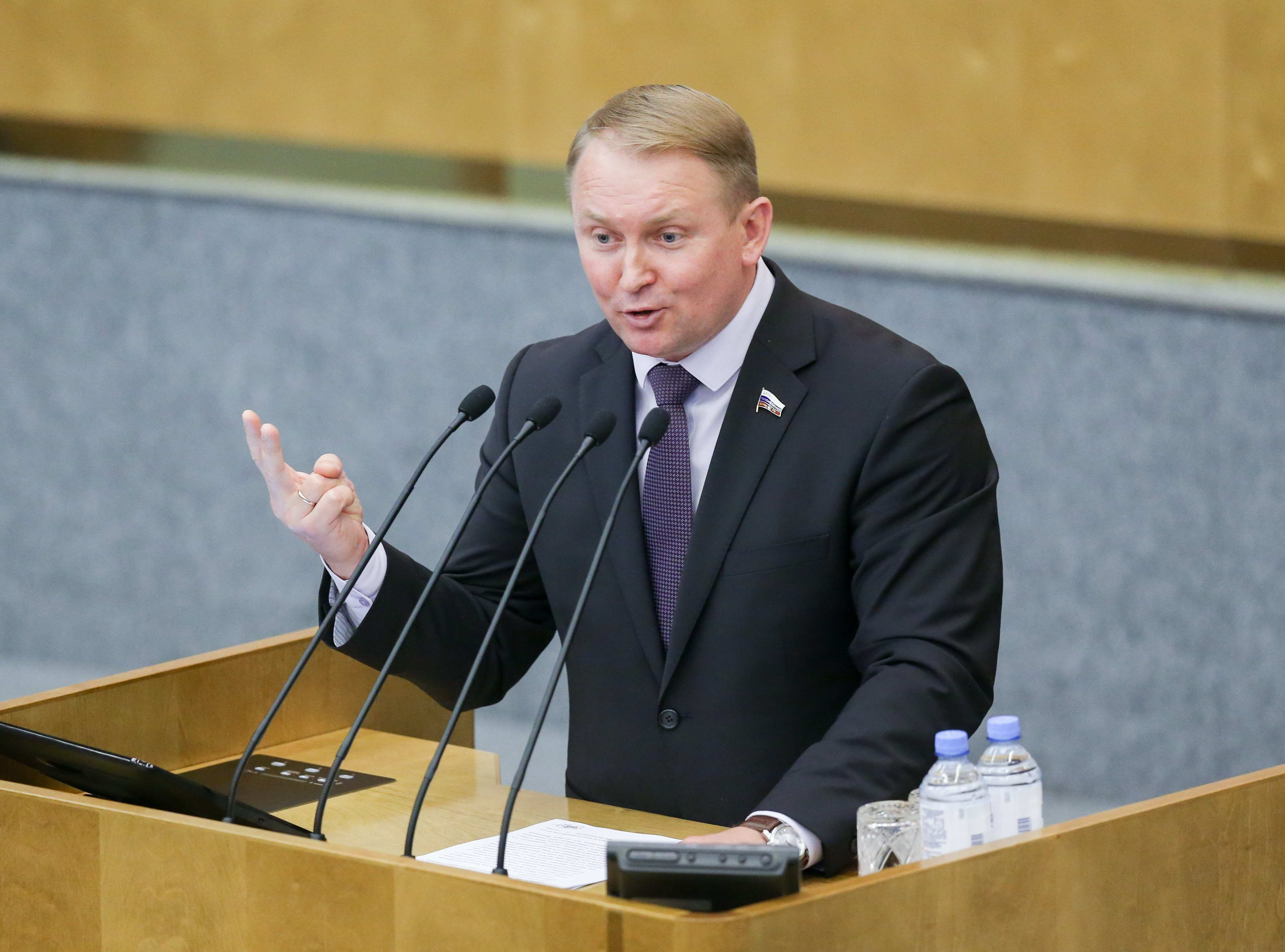
Шерин на трибуне Госдумы, 2018 год

В то же время в комментарии агентству «Интерфакс» Шерин сказал, что «израильские самолёты беспрепятственно взлетали со своих аэродромов и наносили удары по Сирии» и «если бандит лезет в ваш дом убивать ваших детей и жену, то ответ должен быть самый жёсткий, никто же не будет сидеть в это время на кухне и пить чаёк»; это было расценено журналистами как заявление о вхождении Сирии в состав России.
В интервью радиостанции «Говорит Москва» 31.05.2020 заявил, что  надо выяснить, из каких именно комплектующих сделан летательный аппарат (имеется в виду Crew Dragon), а также по его словам стоит под вопросом полёт американцев на Луну. В то же время, запуск ракеты Crew Dragon не повлияет на расстановку сил в космосе. Россия будет сохранять лидерство, подчеркнул Шерин.
«Должно пройти определённое время, определённое количество запусков. Был опыт трагический в американской истории, когда люди погибали даже после предварительного успешного запуска. Американцы, которые якобы высаживались на Луну, имели неудачный опыт запусков. Всякое бывает. Они пытаются стать самостоятельными в различных отраслях. Это нормально. И России нужно быть независимой во всех отраслях. Надо самим к этому стремиться. Россия – это первопроходец. Это классика. У нас в этом плане всё нормально. Нам в этом плане ни холодно, ни жарко. Мы не собираемся в этой связи что–то менять особо. У нас всё работает, всё летает, всё пристыковывается. Думаю, космос будет за нами. Надо посмотреть, сколько комплектующих в этой ракете (Илона Маска) являются российскими. Двигатели чьи стоят на корабле Илона Маска? Надо вот этот вопрос выяснить. Я не могу пока чётко и ясно сказать»

## Награды
- Орден Мужества, медаль Суворова, медаль ордена «За заслуги перед Отечеством» II степени, медаль «За воинскую доблесть» II степени, Медаль «Генерал армии Маргелов», Медаль «За вклад в укрепление обороны Российской Федерации», Почётная грамота Президента Российской Федерации, Благодарность Правительства Российской Федерации, медаль «За боевые отличия», медаль ордена «За заслуги перед Отечеством» I степени с мечами[1][2][34].
- Юбилейная медаль «МПА СНГ. 25 лет» (13 октября 2017 года) — за заслуги в деле развития и укрепления парламентаризма, за вклад в развитие и совершенствование правовых основ функционирования Содружества Независимых Государств, укрепление международных связей и межпарламентского сотрудничества[35].

## Личная жизнь
Женат, три дочери. Занимается спортом, увлекается рыбалкой. В 2009 году, задекларировав годовой доход в размере 1 с половиной миллиона рублей, стал самым богатым депутатом Рязанской облдумы от ЛДПР. За 2017 год задекларировал доход в размере 4 с половиной миллионов рублей, один земельный участок площадью 3 000 м², один жилой дом и две квартиры..